# 剩餘性質
剩餘性質，或者殘留性質，是真實氣體與理想氣體在相同溫度、壓力和組成下外延性質的差值。